# Mănăstirea Iviru
Mănăstirea Iviru (în greacă Ιβήρων) este o mănăstire de pe Muntele Athos. Potrivit anumitor tradiții, mănăstirea Iviru a fost ridicată din inițiativa împărătesei Theophano cea Bătrână, pentru a-și răscumpăra crimele. Aceste tradiții o fac vinovată de moartea primului ei soț, împăratul Roman al II-lea, și de complicitatea sau instigarea la asasinarea împăratului Nichifor Focas (al doilea ei soț), plus intenția de a se căsători cu ucigașul acestuia din urmă, anume Ioan I Tzimiskes. Vinovăția împărătesei Teophano cea Bătrână în privița morții lui Roman al II-lea este pusă sub semnul întrebării. 
În a doua jumătate a secolului al XIX-lea egumenul (starețul) mănăstirii a fost părintele Averchie Valahul, pe numele de mirean Atanasie Iaciu Buda.

## Vezi și
- Gavriil Ivirul
- Eftimie Athonitul

## Legături externe
- Mănăstirea Iviru - Sfântul Munte Athos Arhivat în 22 ianuarie 2010, la Wayback Machine.
- Ivir - manastirea cu cele mai multe icoane facatoare de minuni, 16 septembrie 2009, Bucur Chiriac, CrestinOrtodox.ro